# Stories and Alibis
Albums de Matchbook Romance
West for Wishing
(2003) Voices
(2006)
Stories and Alibis est le premier LP du groupe américain Matchbook Romance, sorti le 23 septembre 2003.

## Titre des pistes
| No  | Titre                           | Durée |
| --- | ------------------------------- | ----- |
| 1.  | Introduction                    | 1:34  |
| 2.  | Your Stories, My Alibis         | 4:46  |
| 3.  | Playing for Keeps               | 3:45  |
| 4.  | Promise                         | 4:17  |
| 5.  | Lovers and Liars                | 3:22  |
| 6.  | Tiger Lily                      | 3:04  |
| 7.  | Shadows Like Statues            | 4:30  |
| 8.  | My Eyes Burn                    | 4:20  |
| 9.  | She'll Never Understand         | 3:59  |
| 10. | If All Else Fails               | 5:48  |
| 11. | Stay Tonight                    | 3:23  |
| 12. | The Greatest Fall (Of All Time) | 4:05  |
| 13. | Untitled                        | 3:08  |